# The Stairs
«The Stairs» es el vigésimo noveno disco sencillo del grupo australiano de rock INXS, el quinto desprendido de su séptimo álbum de estudio X, y fue publicado en noviembre de 1991 en los Países Bajos. La canción fue escrita por Andrew Farriss y Michael Hutchence. Su lanzamiento coincidió con el de Live Baby Live.
Hutchence afirmó que "The Stairs" fue la canción más ambiciosa que jamás había escrito. Farris habló sobre la canción en una entrevista con Spin en 1990, explicando que la canción "trata de personas en entornos muy urbanizados que no se comunican. Deberíamos tener plazas como antes, donde la gente va a estos pequeños entornos socialmente instituidos donde está de moda. Personalmente, no creo que la moda y las tendencias vayan realmente a resolver los problemas del mundo."
La canción fue utilizada por CBS-TV en los créditos finales al final de su cobertura de transmisión de los Juegos Olímpicos de Invierno de 1994. Una versión regrabada de la canción fue lanzada en el álbum Original Sin con J. D. Fortune como cantante principal.

## Formatos
Formatos del sencillo.
En disco de vinilo de 7"
7 pulgadas. 1991 Mercury Records 866 634-7 
| Lado A |                     |                                    |          |  |
| N.º    | Título              | Escritor(es)                       | Duración |  |
| 1.     | «The Stairs» (Live) | Andrew Farriss y Michael Hutchence | 4:49     |  |

| Lado B |              |                                    |          |  |
| N.º    | Título       | Escritor(es)                       | Duración |  |
| 1.     | «The Stairs» | Andrew Farriss y Michael Hutchence | 4:56     |  |

En CD
| CD 1991 Mercury Records 866635-2 |                        |                                    |          |  |
| N.º                              | Título                 | Escritor(es)                       | Duración |  |
| 1.                               | «The Stairs» (Live)    | Andrew Farriss y Michael Hutchence | 4:49     |  |
| 2.                               | «The Stairs»           | Andrew Farriss y Michael Hutchence | 4:56     |  |
| 3.                               | «The One Thing» (Live) | Andrew Farriss y Michael Hutchence | 3:05     |  |